# Mammy Two Shoes
Mammy Two Shoes est un personnage apparaissant dans la franchise Tom et Jerry, créé par Bill Hanna et Joe Barbera en 1940 dans Puss Gets The Boot.

## Description
C'est une femme, noire, archétype de la femme de ménage grincheuse, apparemment responsable de Tom et de la maison dans laquelle il poursuit Jerry. Bien qu'il arrive qu'on voie son corps complet, son visage n'apparaît jamais à l'écran. Il lui arrive souvent de battre Tom lorsque ce dernier, dans ses tentatives d'attraper Jerry, en vient a s'en prendre à elle par erreur ou lorsqu'il échoue à des tâches qu'elle lui confie.

## Autour du personnage
Un personnage similaire portant le même nom apparu dans quatre courts-métrages de Silly Symphonies a inspiré ce personnage.